# SBB Historic

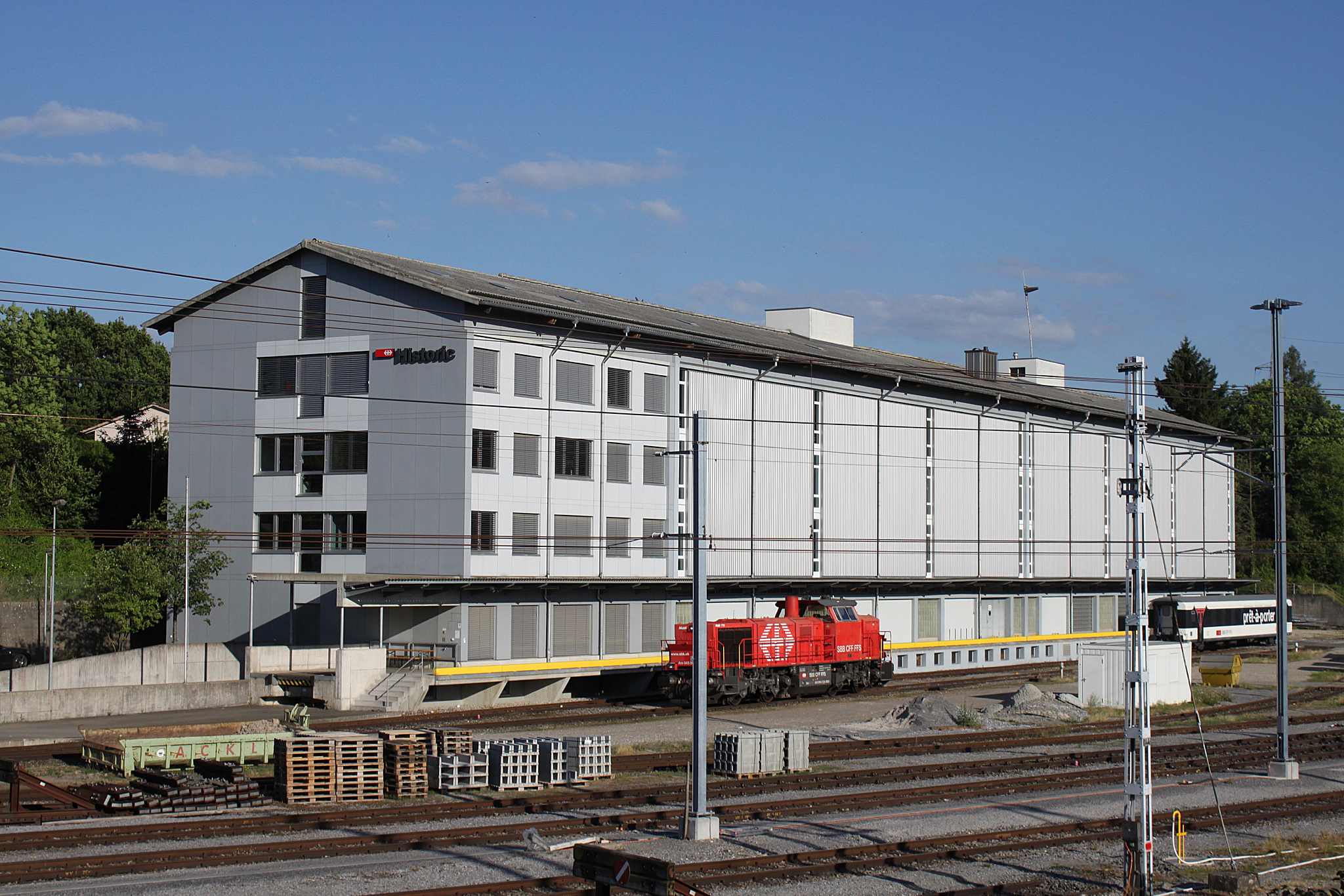
SBB Historic in Windisch

Gotthard ca 1889

SBB Historic is de naam waaronder een Zwitserse stichting activiteiten ontplooit voor het behoud van oud spoorwegmaterieel en documentatie van de Zwitserse federale spoorwegen (Schweizerische Bundesbahnen, SBB). De stichting heeft vestigingen in Erstfeld en Windisch.
De stichting heet in het Duits Stiftung Historisches Erbe der SBB, in het Frans: Fondation pour le patrimoine historique de CFF en in het Italiaans: Fondazione per il patrimonio storico delle FFS). Een Nederlandse vertaling kan zijn: Stichting Historisch Erfgoed van de SBB.
In Depot Erstfeld – een dependance van het Verkehrshaus in Luzern – zijn de volgende voertuigen van SBB Historic ondergebracht: 
- Ce 6/8 II 14253 (bedrijfsvaardig) — Met Bouwjaar 1919 de oudste bedrijfsvaardige elektrische locomotief in Zwitserland; type “Krokodil”
- Ae 8/14 11801 (bedrijfsvaardig) — De zwaarste en indrukwekkendste locomotief van de SBB Historic, weegt 240 ton.
- Ec 3/3 HWB 5 (bedrijfsvaardig) — In  Europa de enige nog bedrijfsvaardige stoomlocomotief waarbij het mechaniek weggewerkt is in een omkasting; in het Duits: Kastendampflokomotive
- Ce 6/8 I 14201 (niet bedrijfsvaardig) — Prototype voor de eerste Gotthard Elektrische locomotief droeg de naam ”Grossmuetter”
- BDe 4/4 1646 (bedrijfsvaardig)
- TEE RAe 1053 (bedrijfsvaardig) — met Airco
- Ae 6/6 11402 "Uri" (bedrijfsvaardig)

De locomotieven worden door vrijwilligers van het Team Erstfeld gerestaureerd en rijvaardig gehouden.
Andere voertuigen: 
- C4 5301 prototype - Leichtstahlwagen
- 4 bezoekwagens voor de bouwplaatsen

Op het vier kilometer lange traject van Erstfeld naar Amsteg-Grund is het mogelijk met groepen naar de bouwplaats van AlpTransit Gotthard AG te reizen.

## Afbeeldingen

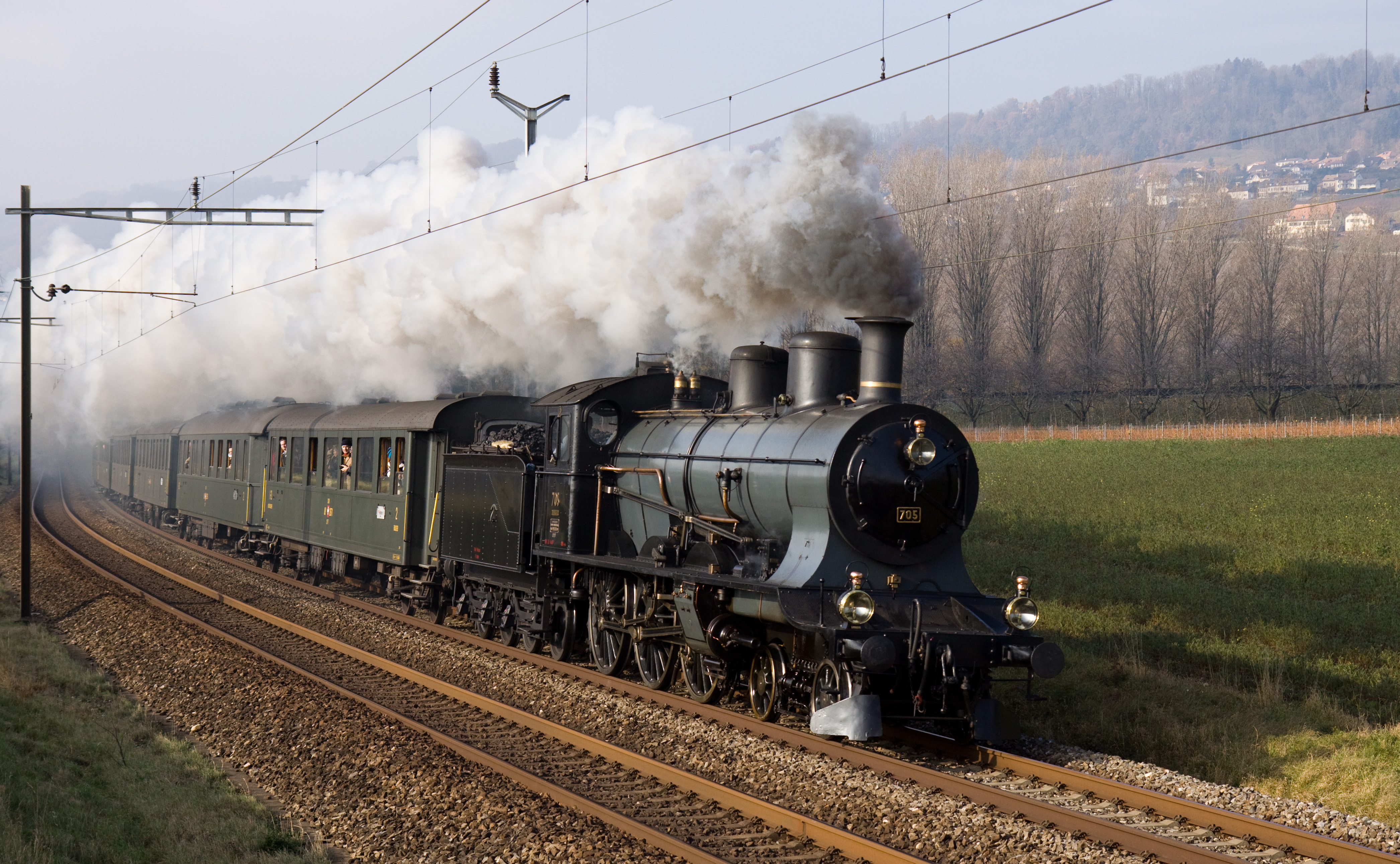
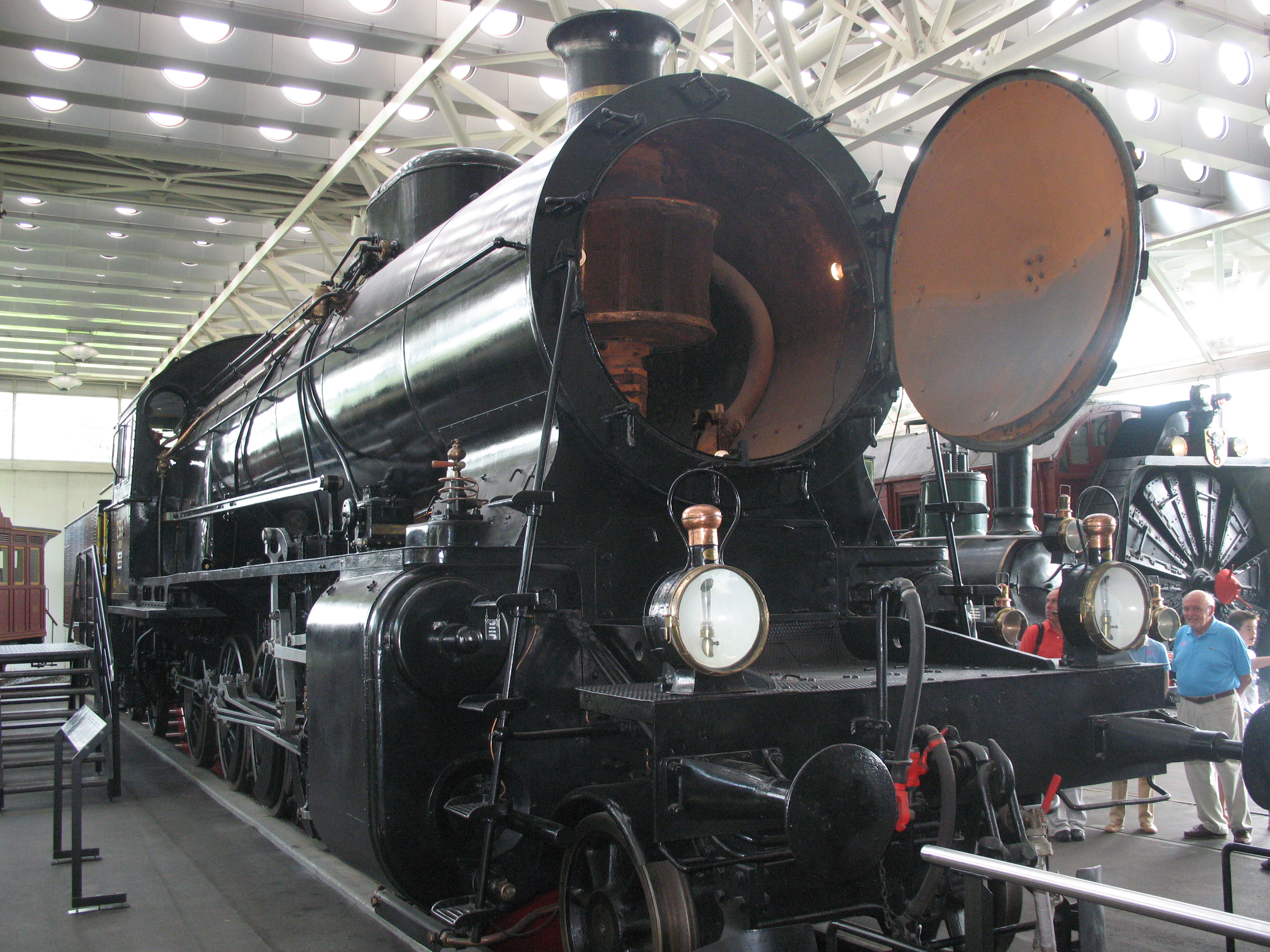
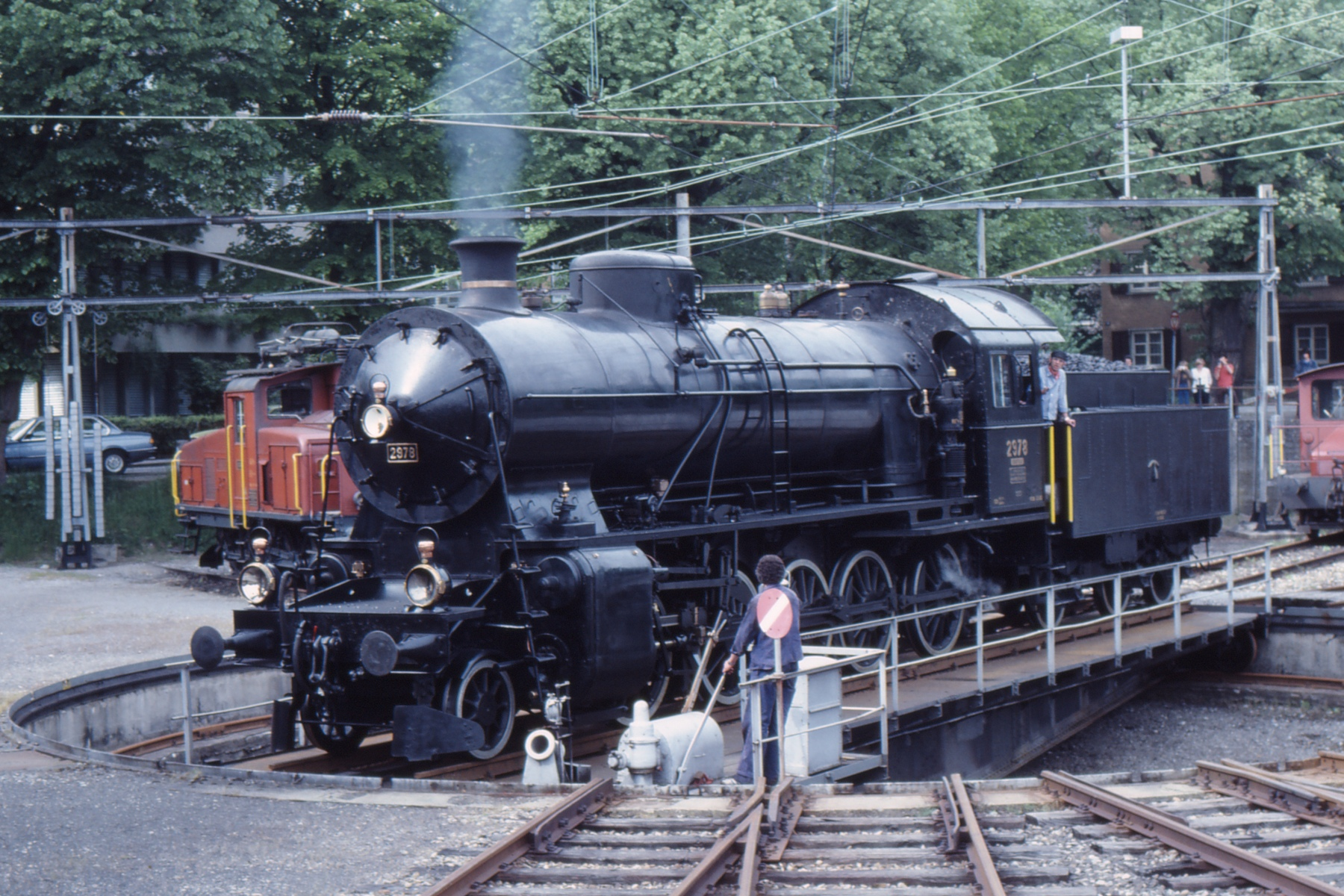
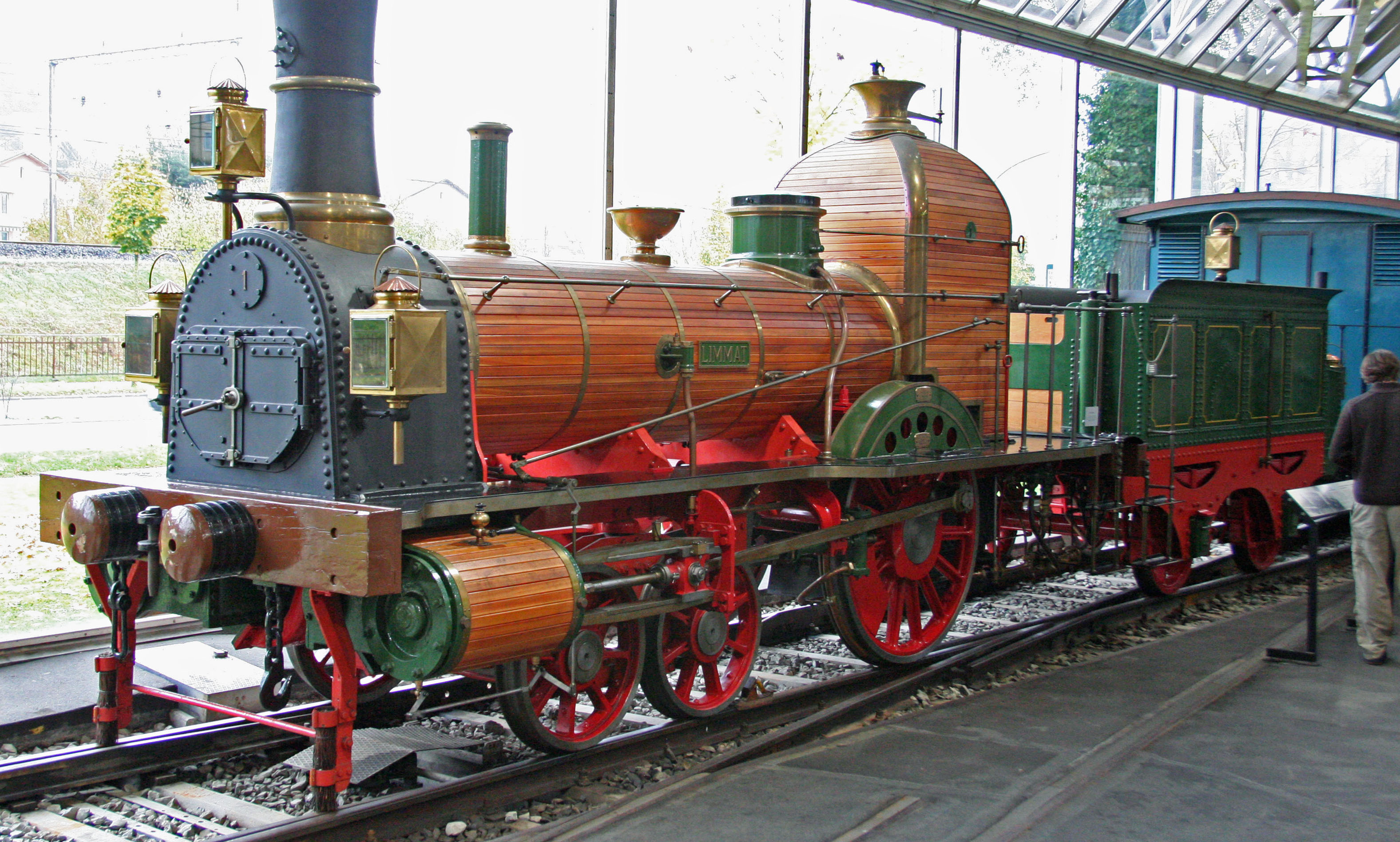
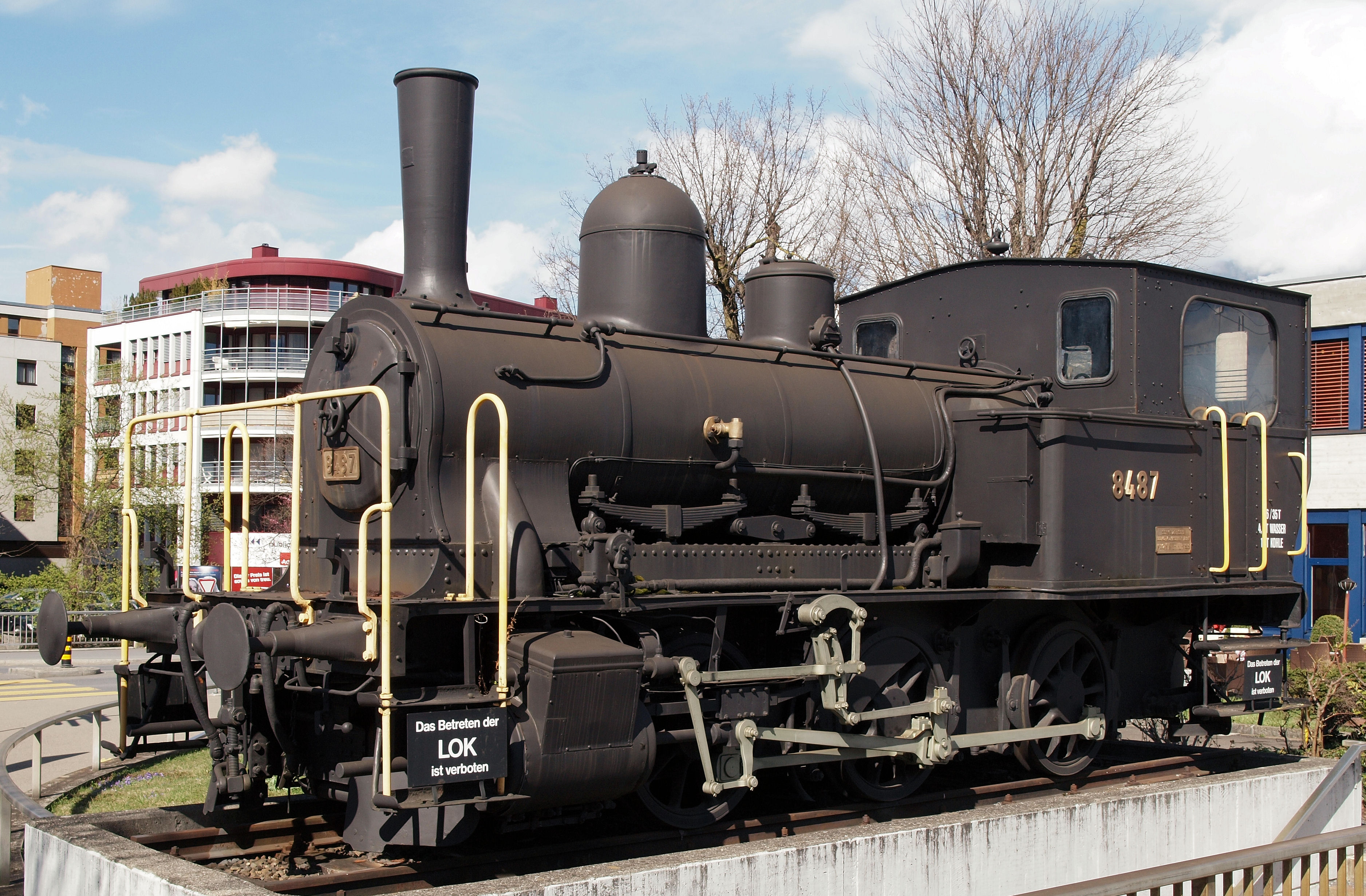
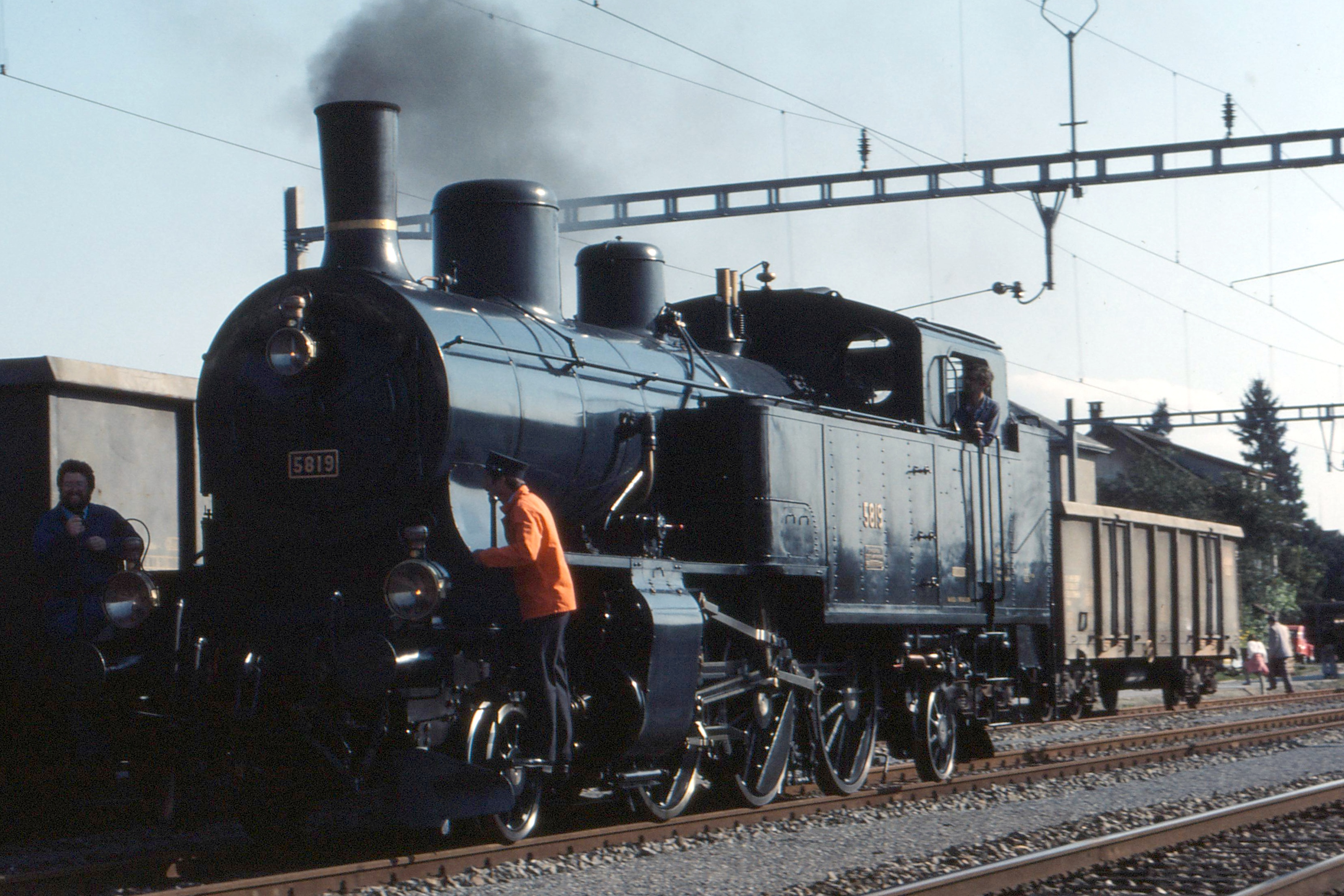
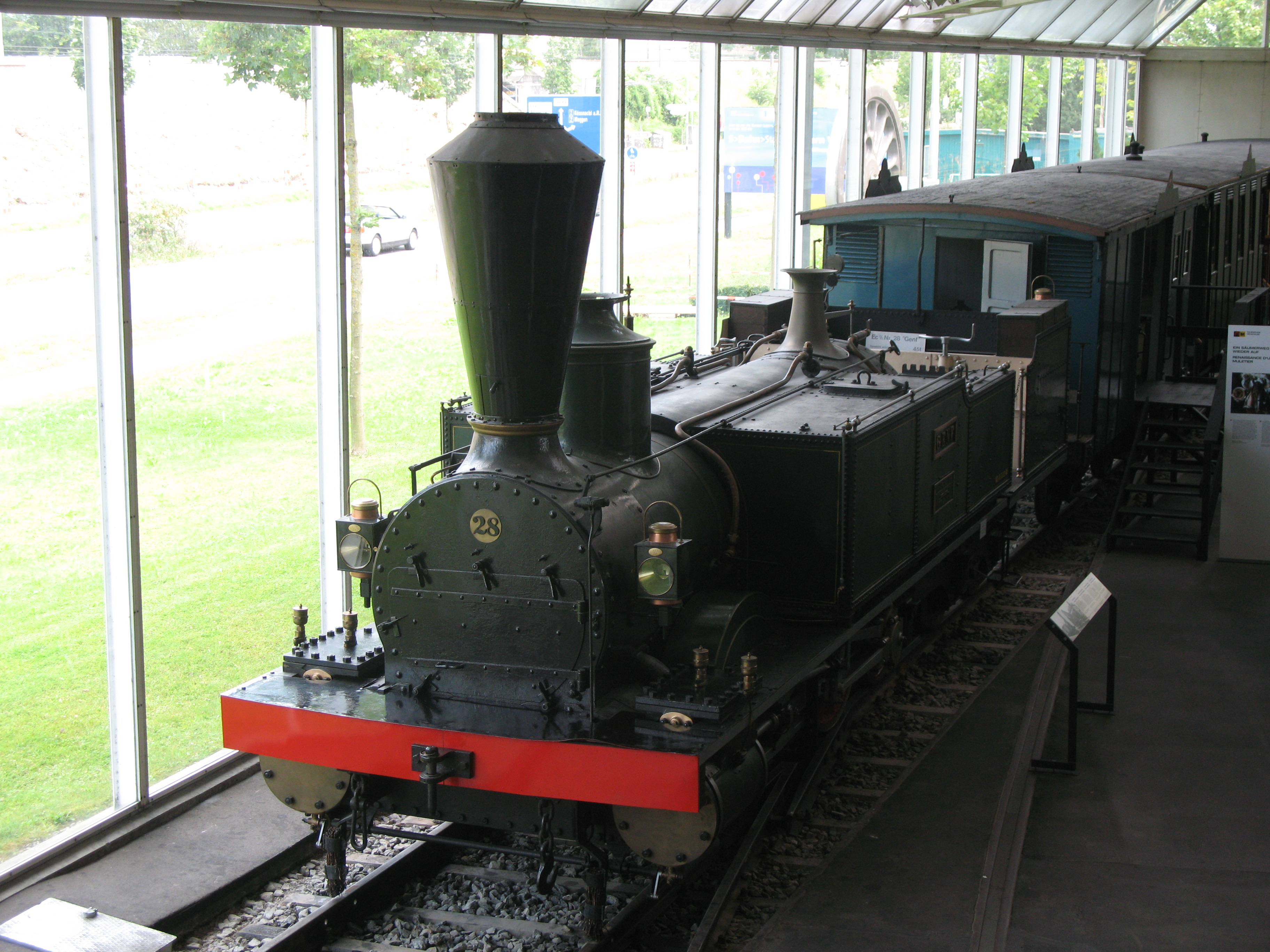
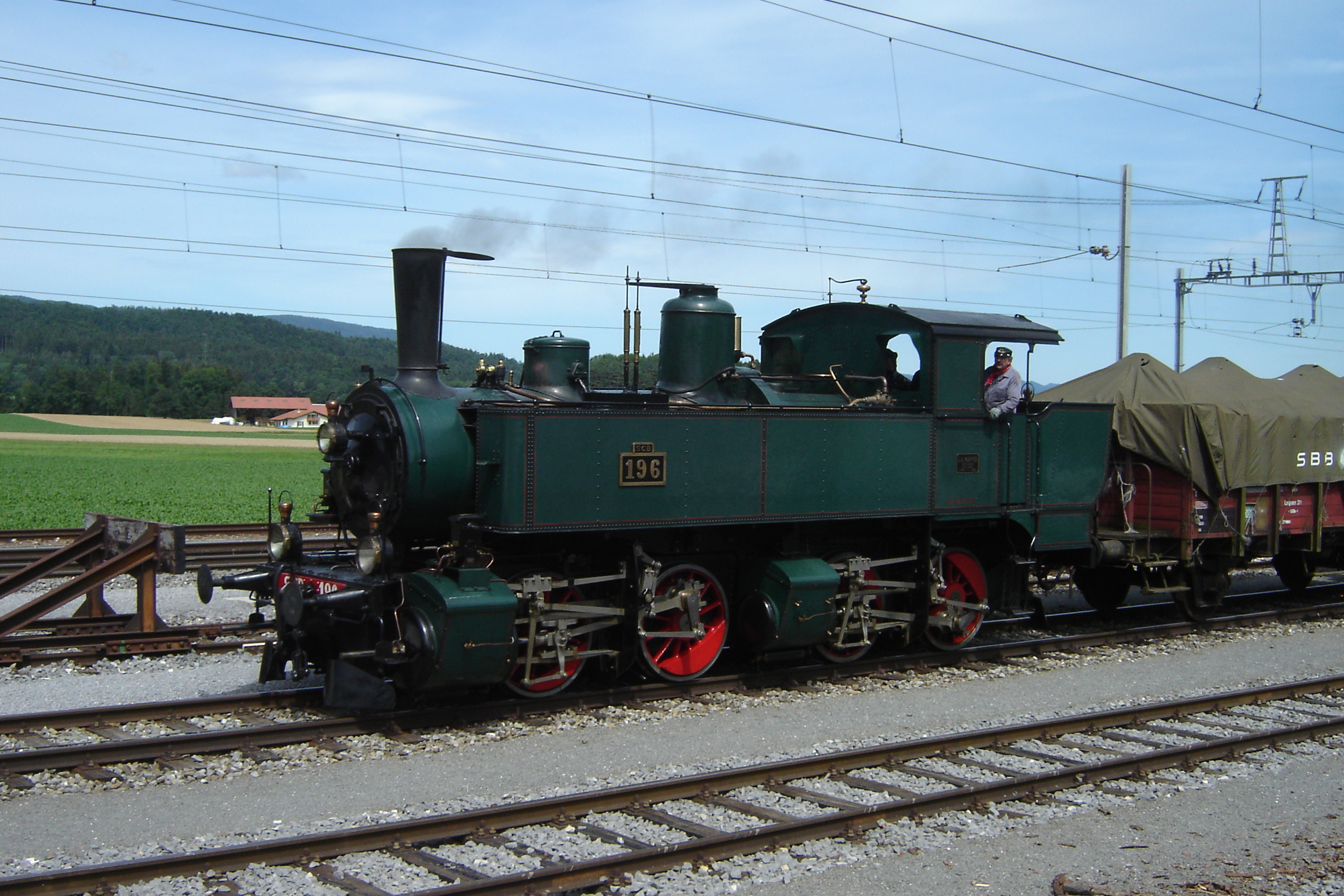
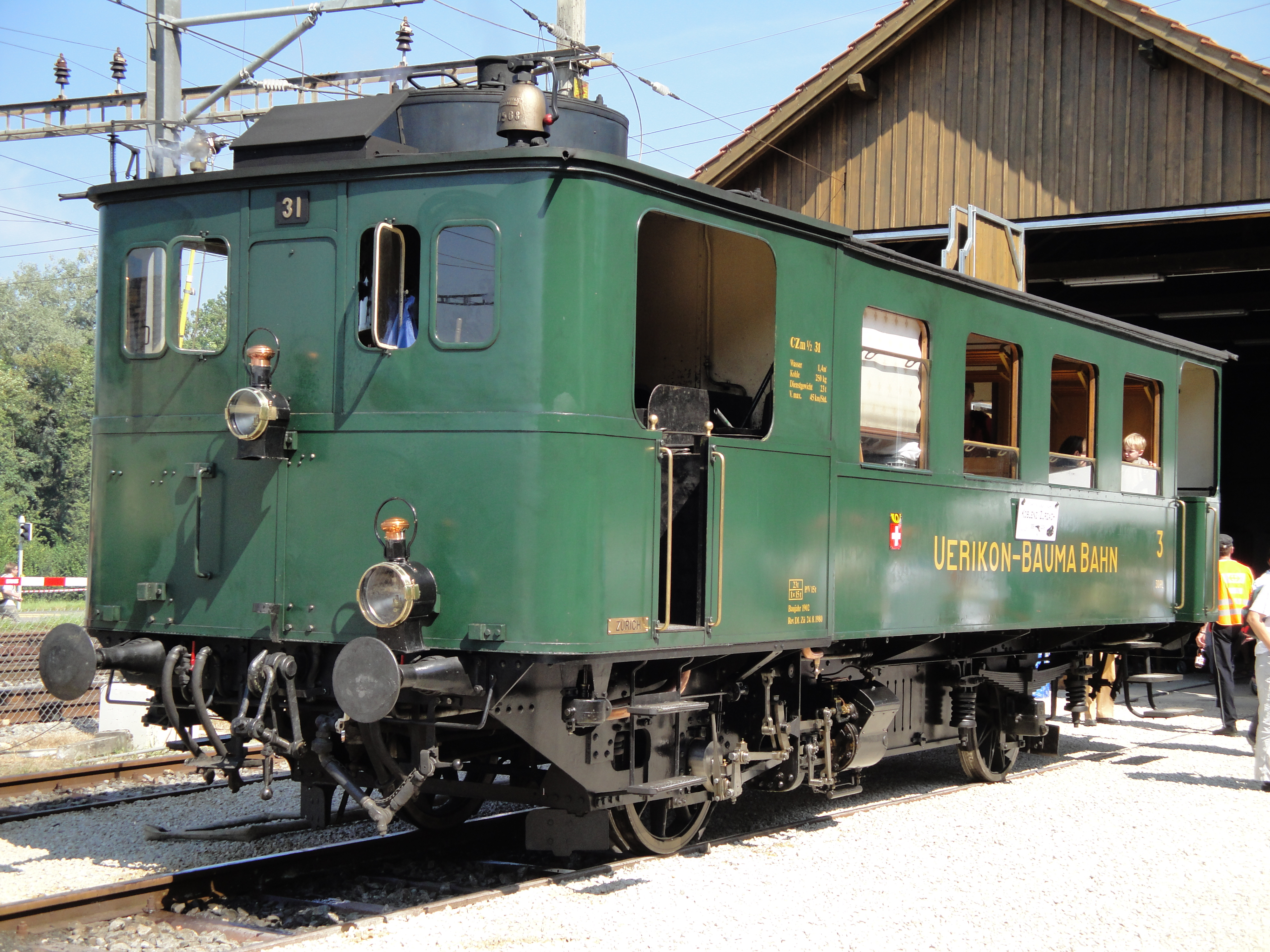
UeBB CZm 1/2 31
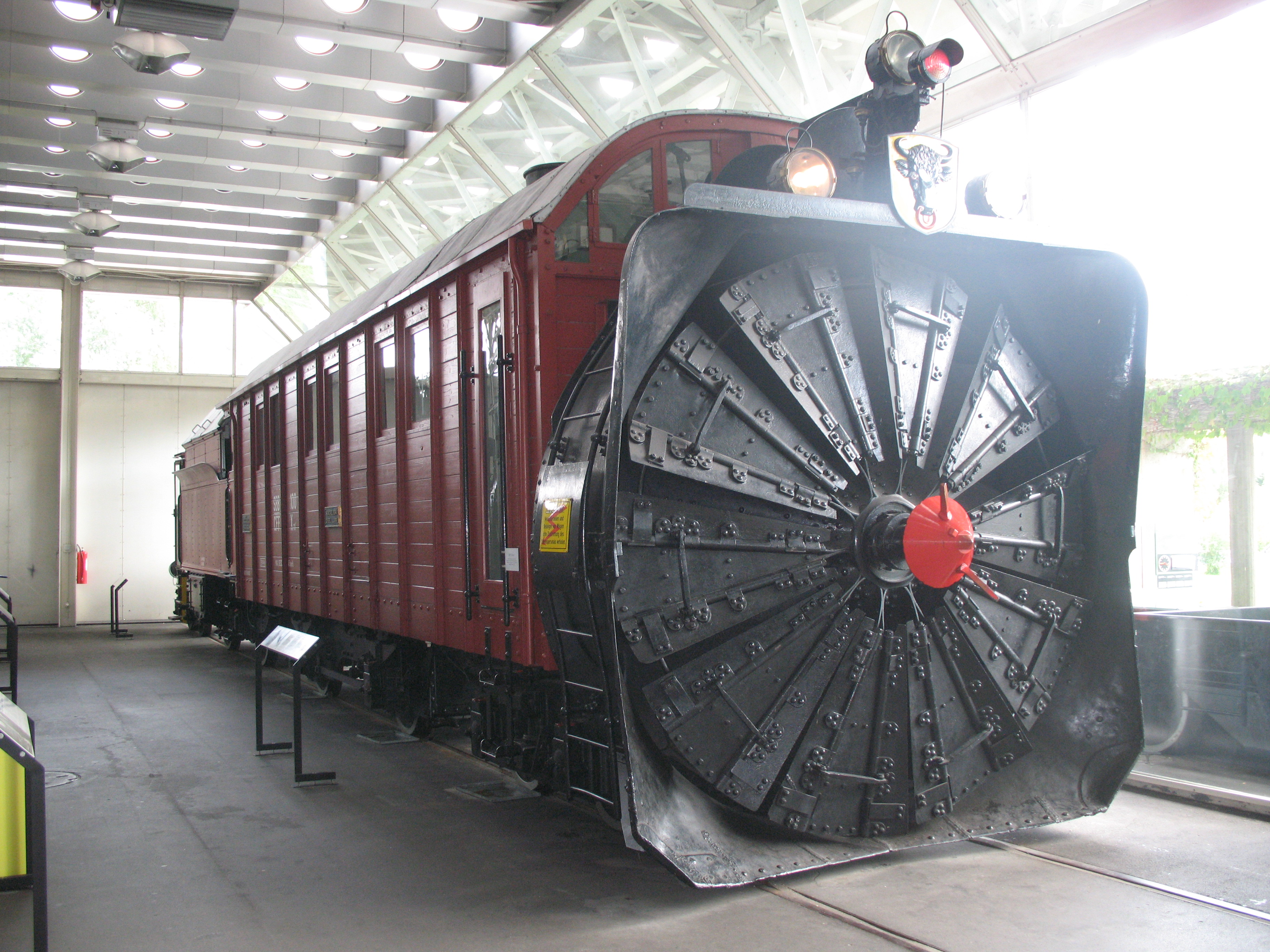
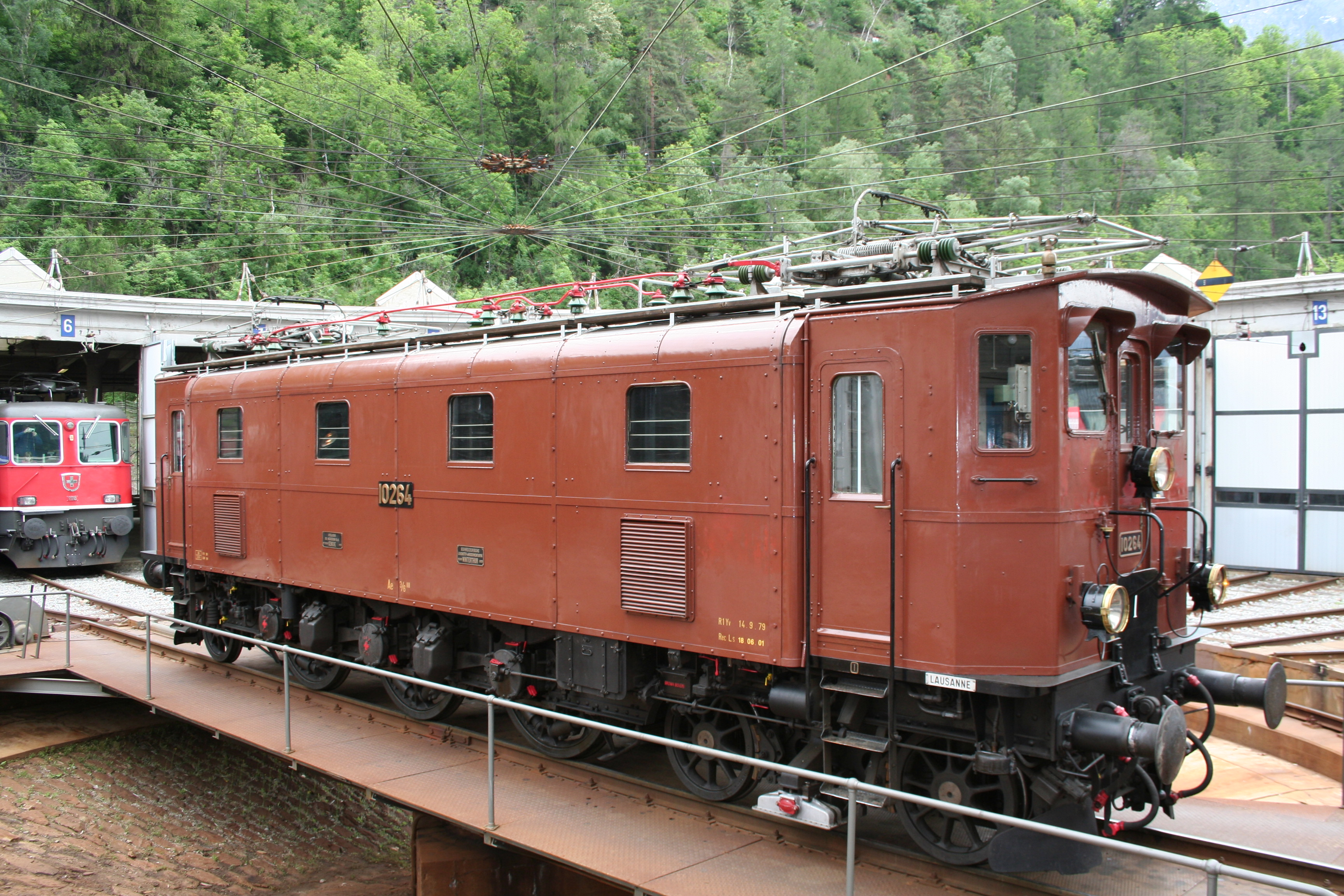
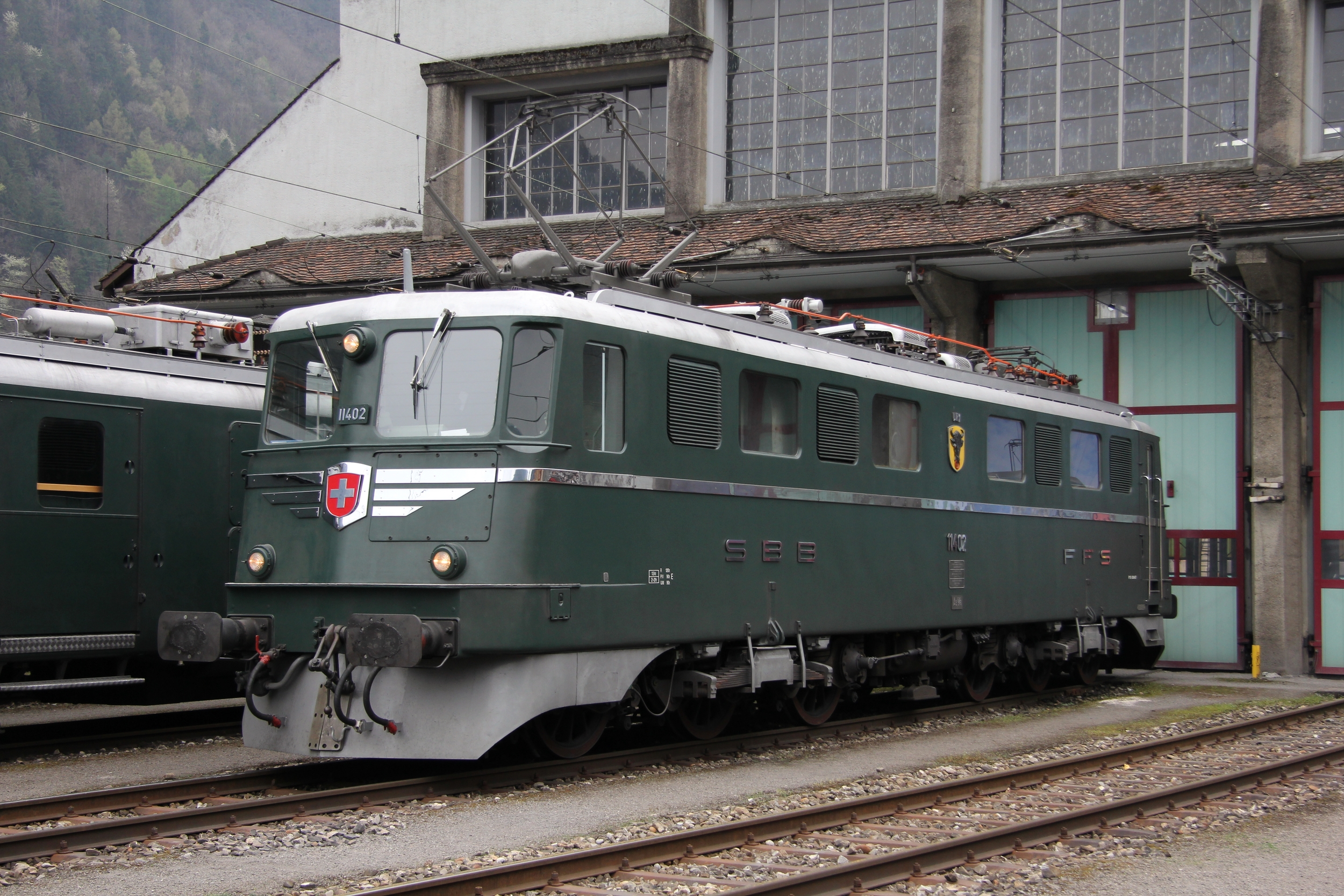
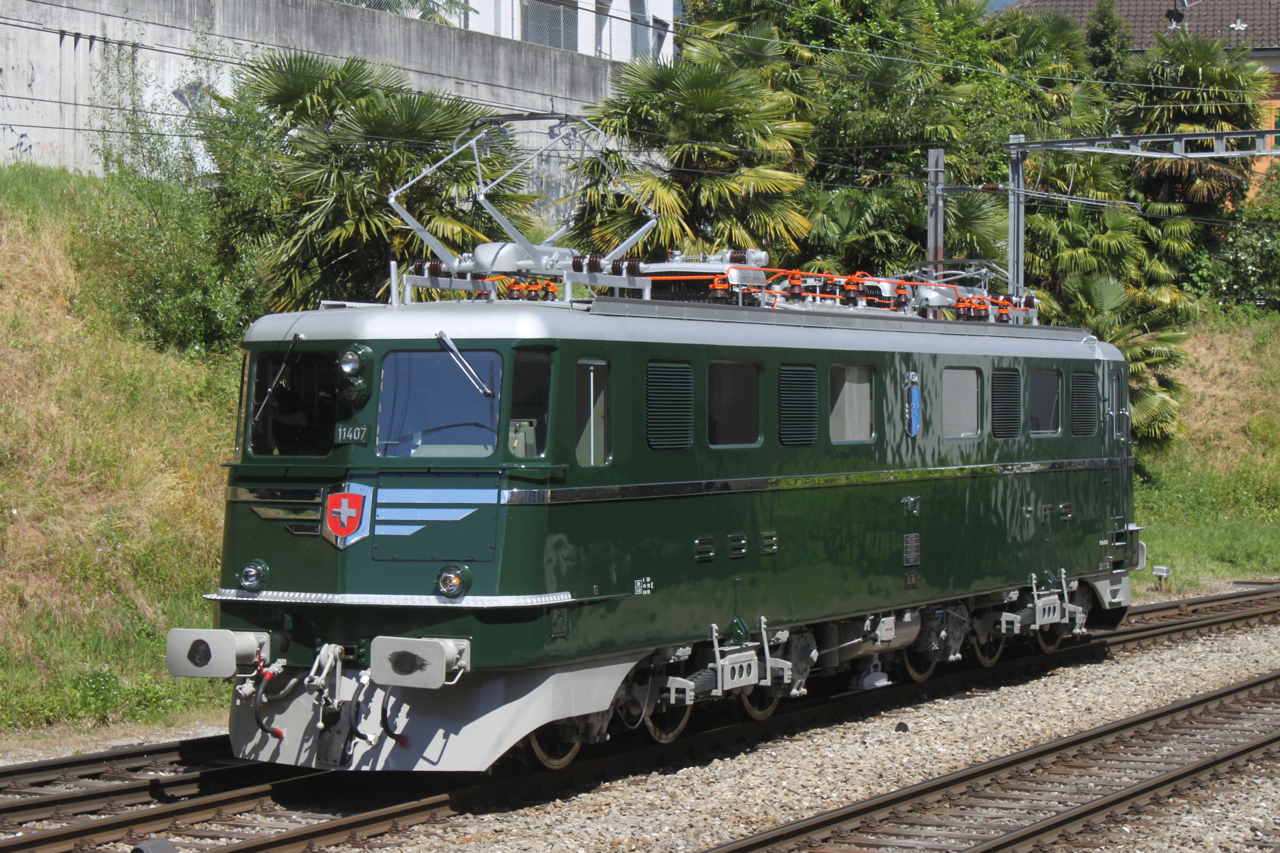
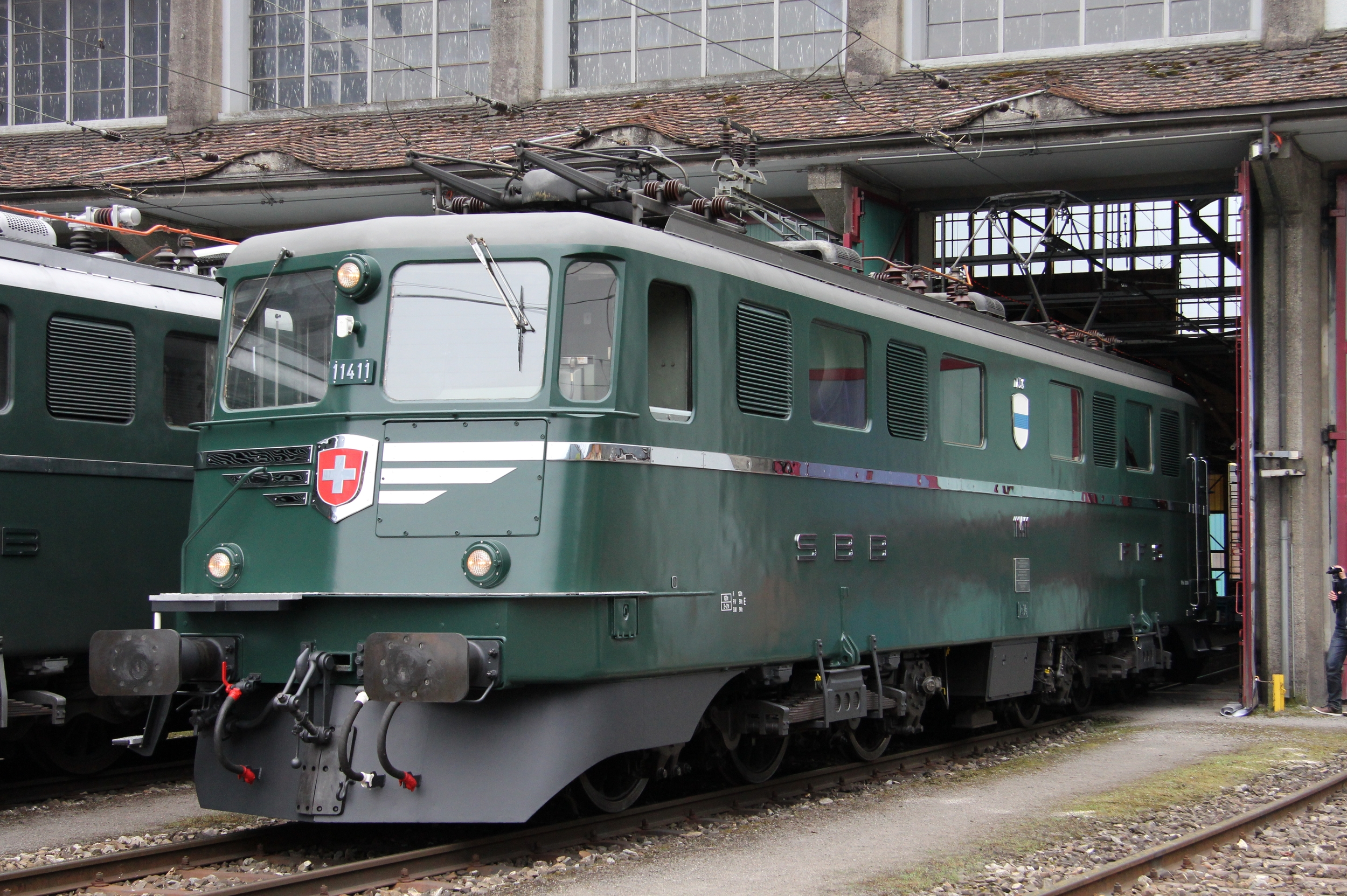
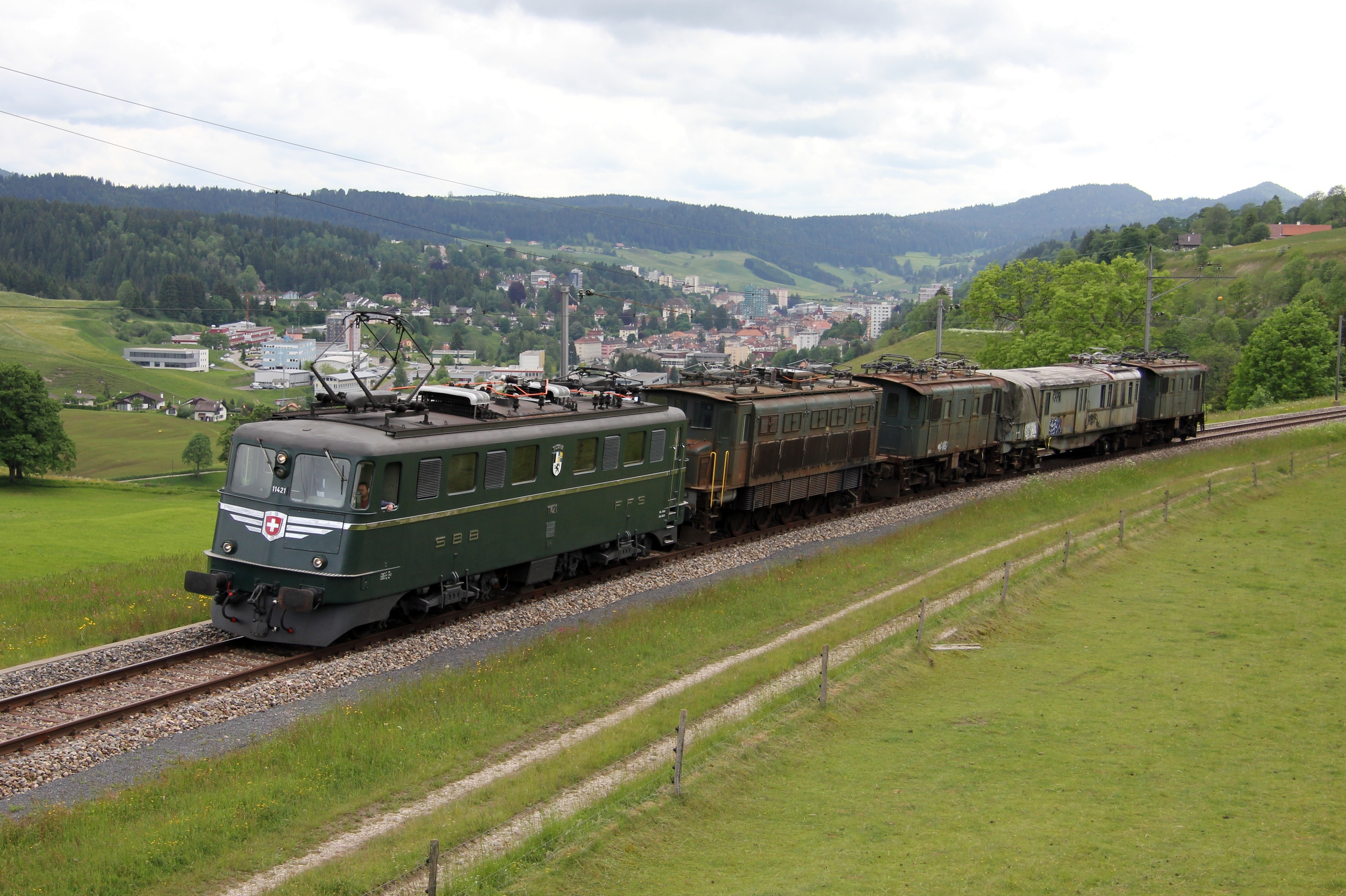
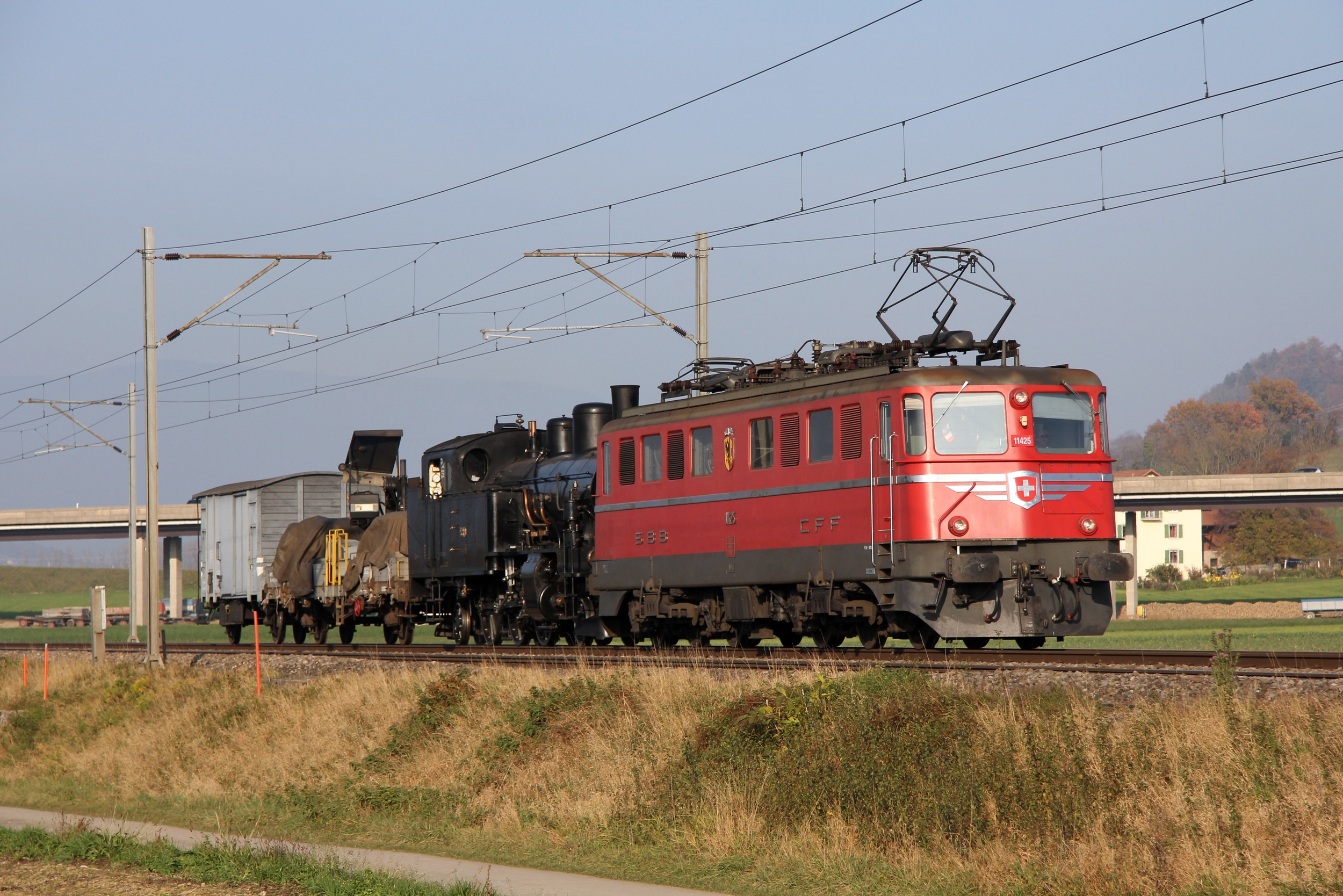
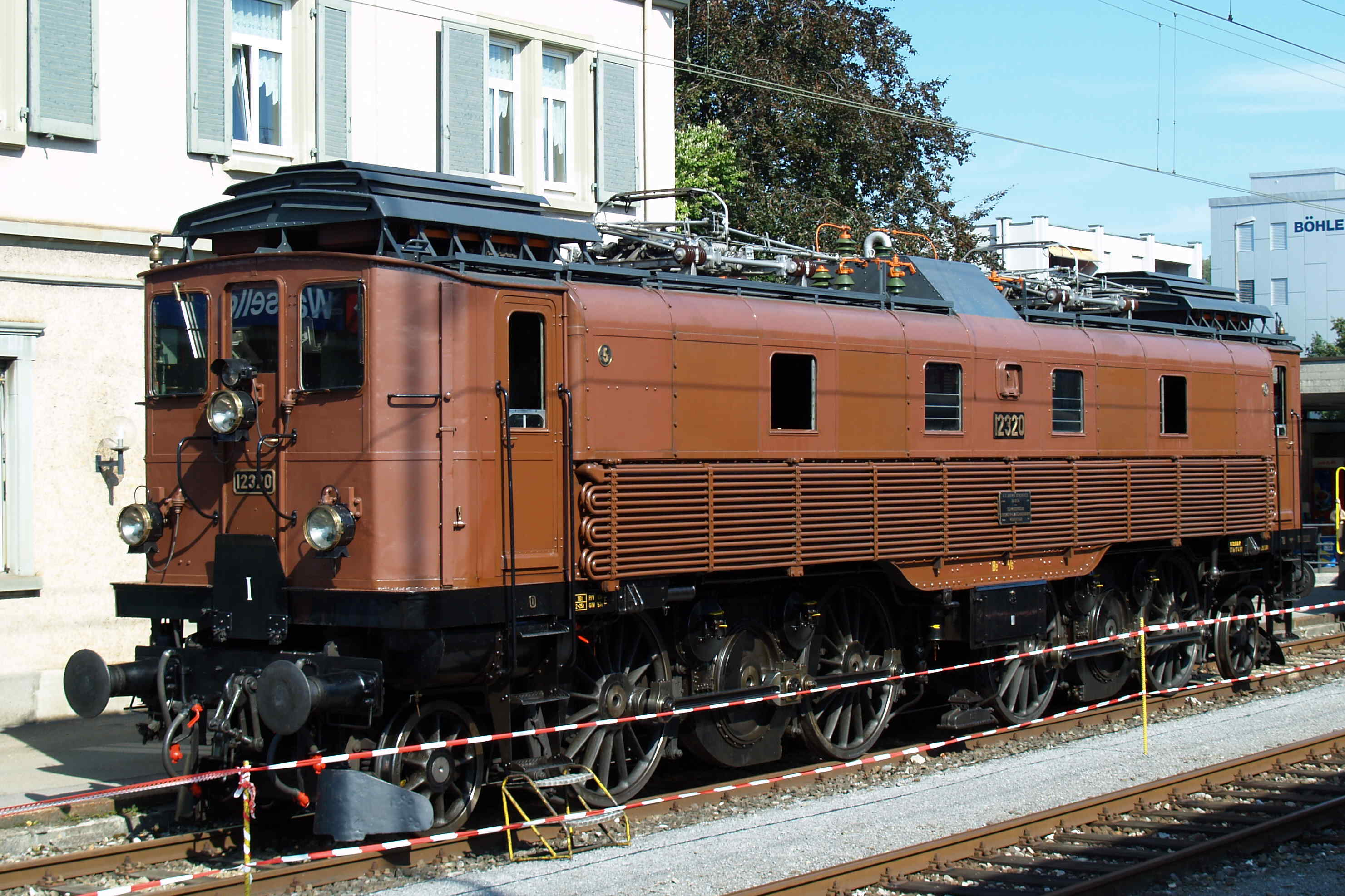
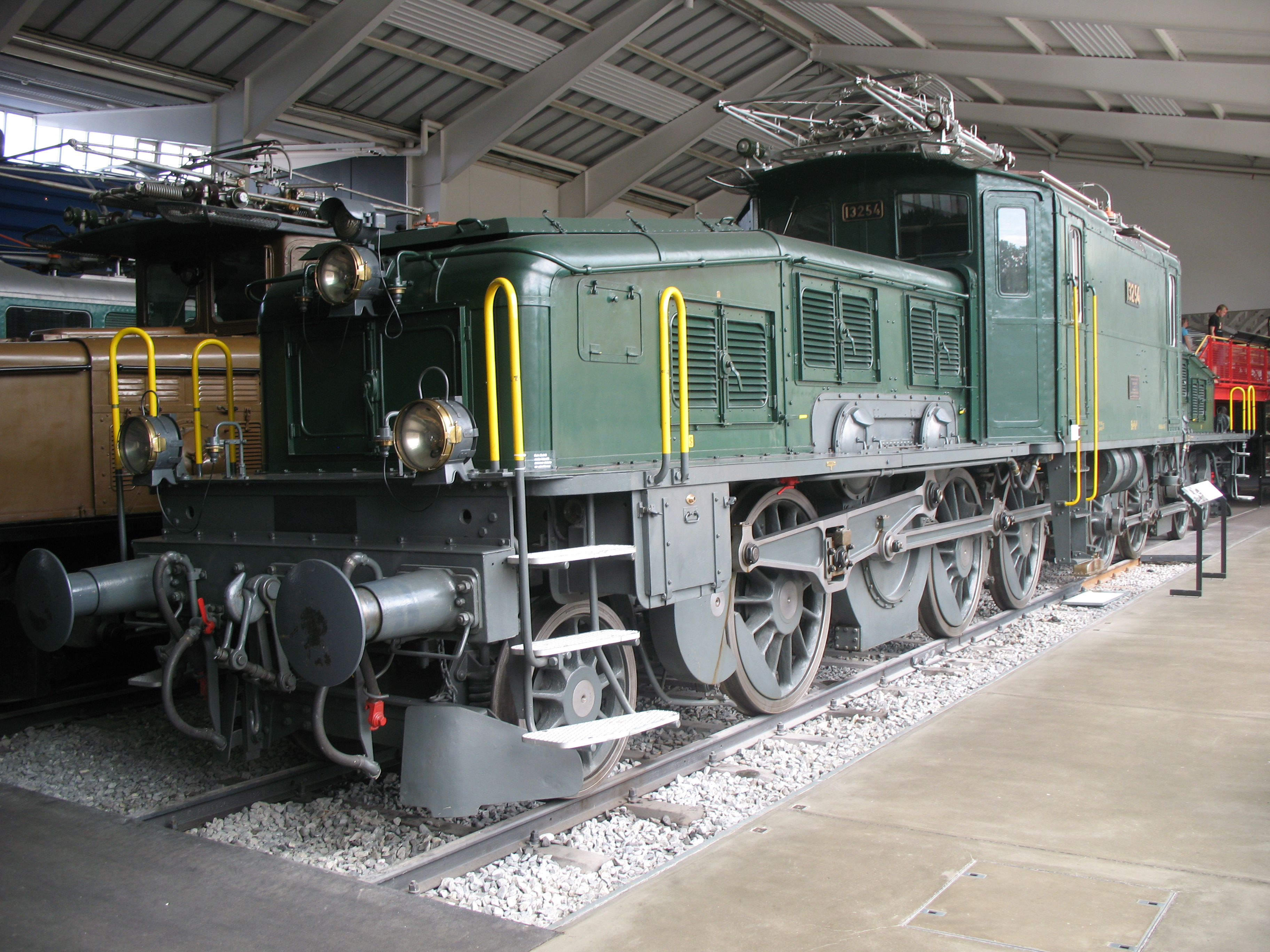
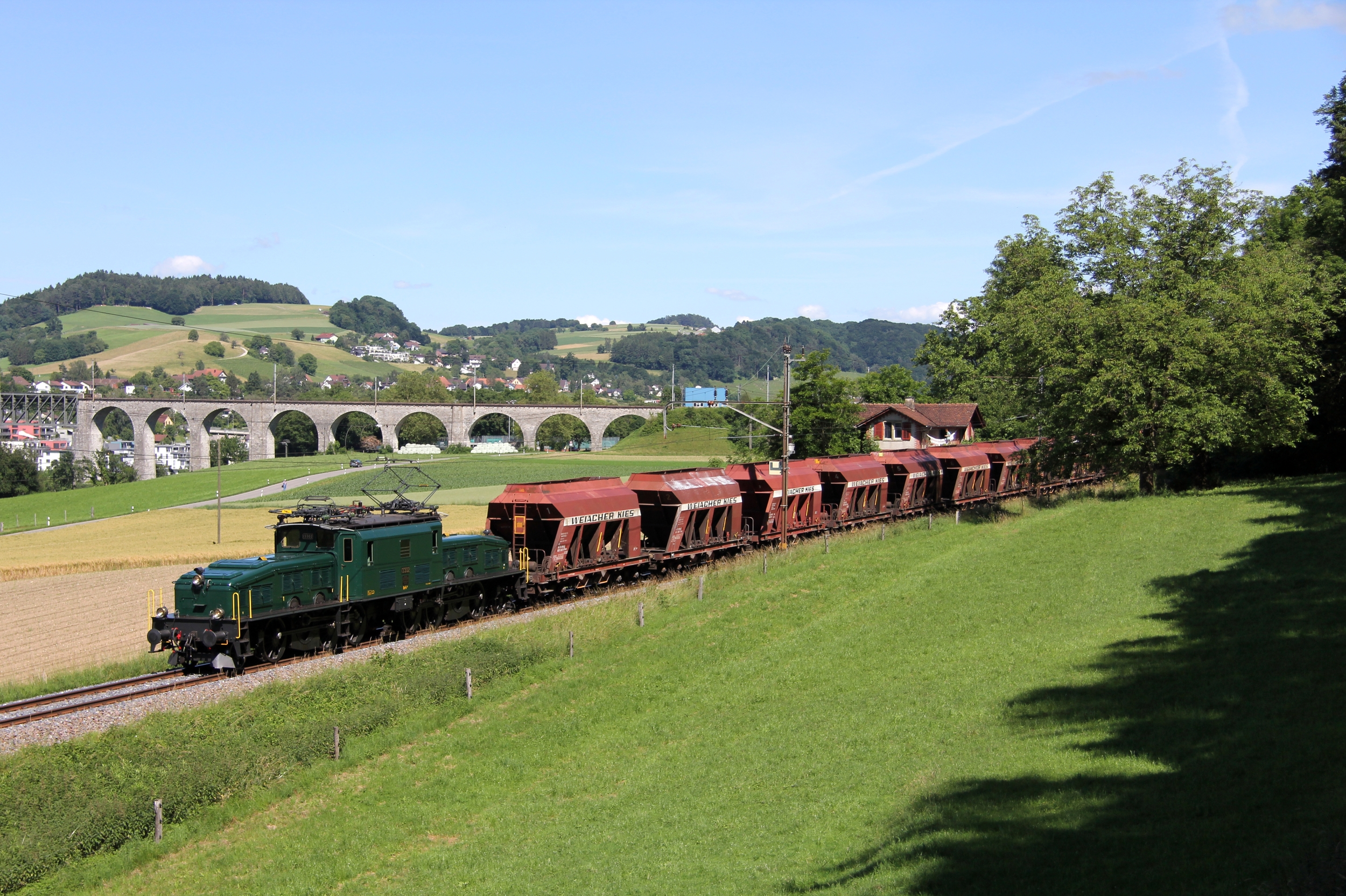
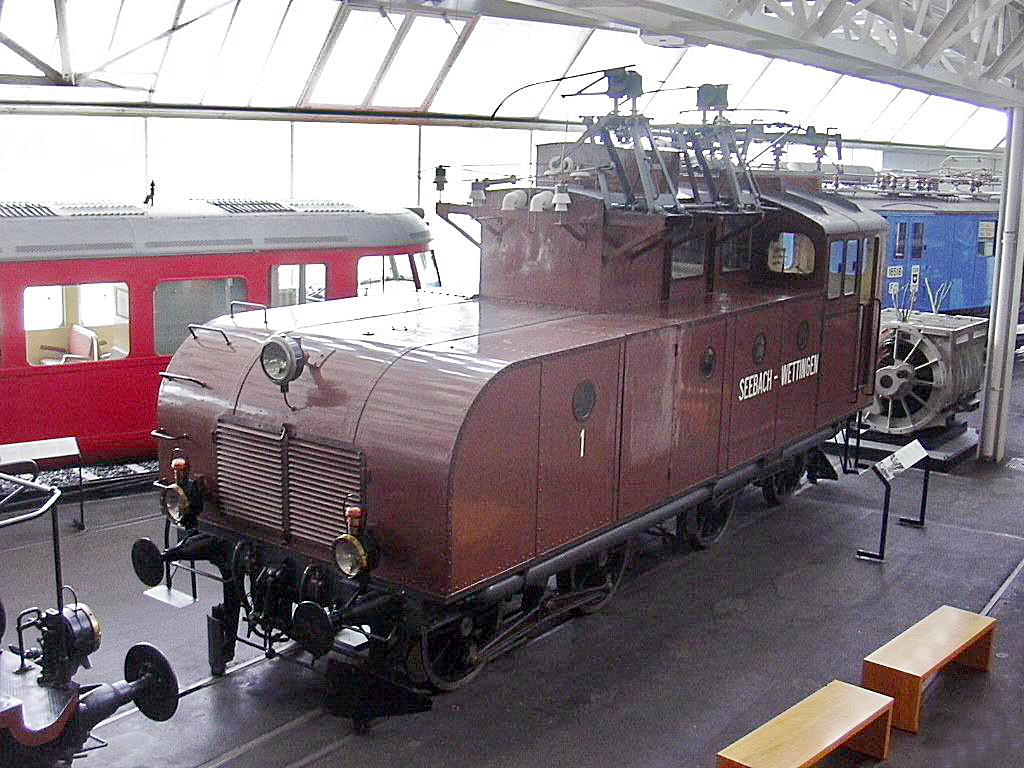